# Hội chứng Da Costa
Suy nhược thần kinh, hội chứng Da Costa hay thường được biết đến với cái tên "trái tim người lính", là một hội chứng tập hợp các triệu chứng tương tự như bệnh tim, mặc dù khi khám thực thể không phát hiện bất thường gì về sinh lý.